# Walter Zumtobel
Walter Zumtobel (* 19. Februar 1907 in Dornbirn; † 28. Dezember 1990 ebenda) war ein österreichischer Ingenieur und Gründer der Elektrogeräte und Kunstharzpresswerk W. Zumtobel KG.

## Leben
Walter Zumtobel entstammte einer alten Familie, die um 1400 über Bauernhöfe bei Dornbirn verfügte und im 19. Jahrhundert Unternehmer hervorbrachte. Als ein Sohn des Unternehmers Otto Zumtobel wuchs er geborgen auf und begann nach seiner Matura 1924 und einer Schnellschlosserlehre bei der Daimler-Motoren-Gesellschaft in Untertürkheim nachfolgend Praktika in den Firmen Vereinigte Maschinenfabriken Ruesch-Ganahl in Dornbirn, Österreichische Waffen-Gesellschaft in Steyr und eine Anstellung als Hilfsschlosser in der  Maschinenbauanstalt Humboldt.
1929 beendete er das Studium für Maschinenbau an der Technischen Hochschule in München als Diplomingenieur. Nach einem weiteren Studium dort wurde er 1933 zum Dr. der Technischen Wissenschaften mit seiner Arbeit Sinnhaltigkeit einer Verstaatlichung des Kraftlinienverkehrs in Österreich promoviert. Während seiner Studienzeit in München lernte Walter Zumtobel seine spätere Ehefrau, die Frauenfelderin Gertrude Kappeler, kennen. Aus dieser Ehe entstammen die Kinder Jürg, Ingrid, Fritz und Dagmar, die zwischen 1936 und 1941 geboren wurden.
Im Juli 1934 übernahm Zumtobel als Betriebsleiter das operative Geschäft der Drägerwerk GmbH in Wien, ein Tochterunternehmen der Lübecker Drägerwerke. In der Wiener Niederlassung produzierten zu dieser Zeit etwa 70 Angestellte Gasmasken und Filter für das österreichische Bundesheer sowie Schweißgeräte samt Zubehör.  Unter Zumtobels Rigide expandierte das Unternehmen in Südosteuropa und errichtete unter anderem neue Gasmaskenfabriken in Bulgarien, Rumänien sowie Spanien. In den folgenden Jahren entwickelte sich der Wiener Zweigbetrieb zur Südosteuropa-Zentrale der Drägerwerke mit über 1500 Beschäftigten. Heinrich Dräger ernannte Walter Zumtobel offiziell zum Betriebsführerstellvertreter in Wien.
Neben seiner Leitungsfunktion entwickelte Zumtobel die Fensterkonstruktion der Gasmaske 38. Dieses Modell wurde ab dem Jahr 1937 zur Standard-Gasmaske der Wehrmacht. Darüber hinaus war er maßgeblich an der Entwicklung eines sogenannten Höhenatmers für Jagdflugzeuge mit lungenautomatischer Sauerstoffregelung ab einer Flughöhe von 4000 Metern beteiligt. Nach Ausbruch des Zweiten Weltkriegs wurde er aufgrund seiner Tätigkeit „UK“ gestellt. Walter Zumtobel trat als Parteianwärter der NSDAP bei, womit das Tragen des Parteiabzeichens sowie alle Pflichten, insbesondere die Beitrags- und Meldepflicht, verbunden waren. Im Jahr 1938 erwarb er in Wien ein Haus, welches die jüdischen Vorbesitzer gezwungenermaßen verkaufen mussten.
Anfang Februar 1943 wechselte Zumtobel als stellvertretender Technischer Leiter zur Aktiengesellschaft für Feinmechanik J. Petravic & Co. Wien. Das unter Führung von Eugen Petravic (vormaliges Mitglied der Wiener Bürgerschaft) rasant wachsende Rüstungsunternehmen konnte aufgrund bestehender Exklusivverträge technisch anspruchsvolle Sonderanfertigungen für die Wehrmacht produzieren. Dazu zählten unter anderem Richtgeräte für Flugabwehrkanonen, Vorratsgeber für Flugzeugbewaffnung und Richtkreisel für V2-Raketen. Infolge der zunehmenden Luftangriffe auf Wien verließ er Ende März 1945 das Unternehmen und zog zu seiner Familie nach Vorarlberg.
In der Nachkriegszeit partizipierte Zumtobel erheblich von der Beschlagnahmung und Zwangsverwaltung deutscher Unternehmen in Vorarlberg. Walter Zumtobel war einer von fast 300 sogenannten Sequestern, die im besetzten Nachkriegsösterreich, zunächst im Auftrag der französischen Militärregierung, dann auf Basis eines Verwaltergesetzes der österreichischen Bundesregierung, ehemals deutsches Eigentum verwalteten. Nach Zahlung einer „Sühneabgabe“ als ehemaliger Parteianwärter der NSDAP und Vorlage eines „Persilscheins“, in dem stand, das Walter Zumtobel „schon während des Krieges eine negative Einstellung zum Nationalsozialismus“ hatte, wurde er von der Liste der „Belasteten“ gestrichen und legte mit seiner neuen Tätigkeit als Zwangsverwalter den Grundstein für den Aufbau eines eigenen Unternehmens.
Bereits im November 1945 erhielt er durch den französischen Militärgouverneur für Vorarlberg die Sequestur über die als deutsches Eigentum geltenden und beschlagnahmten Zweigbetriebe der Michel-Werke in Bregenz sowie Hard übertragen nebst umfangreich noch vorhandenem Maschinenpark. Dazu zählte unter anderem eine hochmoderne Bakelitpressanlage zur Herstellung von Kunststoffteilen für Elektrogeräte. Ein halbes Jahr später erhielt Zumtobel zur Verwaltung noch die ehemals deutschen Betriebe Werkzeugbau Arbeitsgemeinschaft Lustenau in Lustenau sowie die Feinmechanische Werkstätte Josef Maurer in Wolfurt. Nach dem Ende der Zwangsverwaltung übernahm Zumtobel die Unternehmen zunächst als Pächter, bevor sie Anfang der 1950er-Jahre offiziell in seinen Besitz übergingen. Anschließend integrierte er die drei Betriebe in die im Jahr 1950 gegründete Elektrogeräte und Kunstharzpresswerk W. Zumtobel KG, das als Ursprungsunternehmen der heutigen Zumtobel Group gilt.

## Auszeichnungen
- 1976: Ehrensenator der Technischen Universität Wien
- 1985: Goldenes Ehrenzeichen des Landes Vorarlberg